# Benelli Corse
Das 1911 von sechs Brüdern in Pesaro, Italien, gegründete Unternehmen Benelli firmierte anfangs als Officina Meccanica Benelli, die Ersatzteile für Motorräder produzierte und vertrieb. Ab 1920 wurden eigene Motorräder in Serienfertigung hergestellt, und kurz darauf folgte der Einstieg in den Motorsport. Dazu wurde eine Abteilung gebildet, die im allgemeinen Sprachgebrauch meist einfach nur Benelli Corse genannt wurde und als offizielles Werksteam galt. Ab 1923 trat Tonino Benelli, der jüngste der Brüder bei verschiedenen Rennen an, erzielte erste Erfolge und steigerte so die Bekanntheit der Marke.
Benelli Corse erzielte neben zahlreichen nationalen Titeln auch zwei Europameisterschaftstitel und gewann zweimal die Fahrer- und Konstrukteurs-Weltmeisterschaft.

## Geschichte

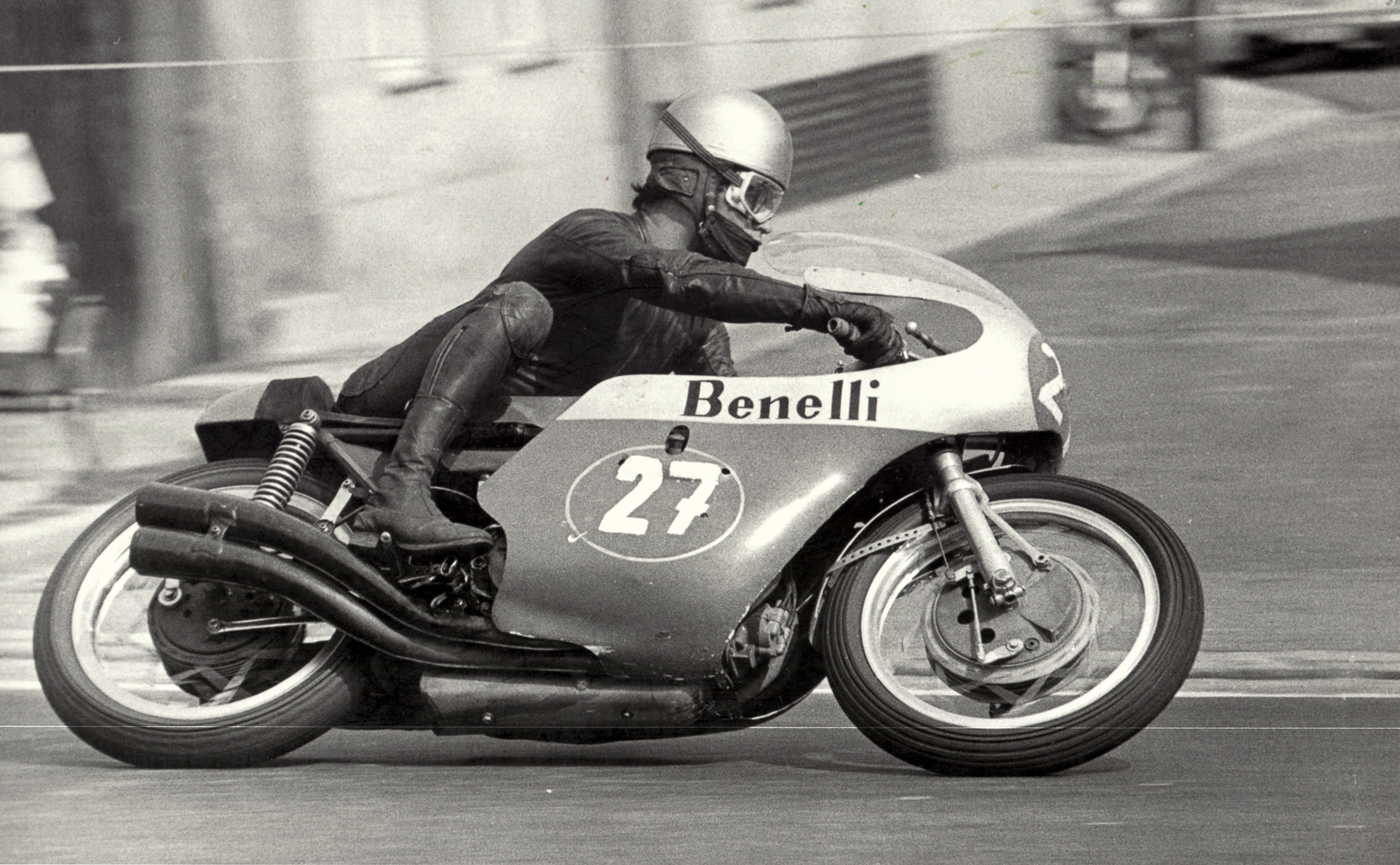
Renzo Pasolini feierte zahlreiche Erfolge auf Benelli. Hier 1969 auf einer 250er Benelli beim GP der CSSR

Antonio „Tonino“ Benelli wurde 1927, 1928, 1930 und 1931 italienischer Meister, wobei er bei den ersten drei Titeln die Benelli 175 Super Sport mit einem SOHC-Motor und 1931 eine „Twincam“ (DOHC) fuhr. Mit diesem Motorrad belegte er 1932 auch den zweiten Platz in der Europameisterschaft hinter seinem Teamkollegen Carlo Baschieri.
Nachdem Tonino Benelli seine Fahrerkarriere 1932 infolge eines schweren Unfalls auf der Rennstrecke von Tigullio hatte beenden müssen, gewannen Benelli-Motorräder 1934 erneut die Europameisterschaft in der Klasse „175“ mit dem belgischen Fahrer Yvan Goor; 1935 stellte der Mailänder Fahrer Raffaele Alberti auf der Twin-Cam-Sport „250“ mit 182,500 km/h den Geschwindigkeitsweltrekord über die Meile und den Kilometer auf. 1939 gewann Benelli die Isle of Man TT mit dem Engländer Ted Mellors mit einer 250er-Twin-Cam-Maschine.
Tonino, der jüngste der sechs Benelli-Brüder kam am 27. September 1937 im Alter von 35 Jahren bei einem Verkehrsunfall ums Leben. Er war mit einer Benelli „500 Sport“ unterwegs, als er in der Nähe der San-Lorenzo-Kurve in Riccione frontal mit einem entgegenkommenden Auto kollidierte. Das Entsetzen über seinen Tod fand noch wochenlang in den damaligen Medien Nachhall.
Nach dem Krieg errang Benelli mit dem Modell Leoncino zwei Weltmeistertitel in der 250er-Klasse: mit dem Italiener Dario Ambrosini aus Cesena bei der Weltmeisterschaft 1950 und mit dem Australier Kel Carruthers bei der Weltmeisterschaft 1969. Außerdem gewann Benelli fünf italienische Meisterschaften in der 250er-Klasse mit Dario Ambrosini (1950), mit Tarquinio Provini (1965, 1966) und Renzo Pasolini (1968, 1969). Bei drei italienischen Meisterschaften war die Marke in der 350er-Klasse mit Silvio Grassetti (1967) und zweimal mit Pasolini (1968, 1969) erfolgreich.
Es gab zahlreiche Erfolge und Platzierungen bei den Langstreckenklassikern der damaligen Zeit, dem Mailand-Taranto und dem Motogiro d’Italia, mit der Leoncino 125, Benellis erfolgreichstem Serienmotorrad der 1950er/60er Jahre.
1971 übernahm der argentinische Unternehmer Alejandro de Tomaso das Unternehmen.
An der Pesaro Mobili Trophy 1971 nahmen einige der besten Fahrer des damaligen Weltmotorradsports teil, darunter Giacomo Agostini, Mike Hailwood, Jarno Saarinen und Renzo Pasolini. In der „350“-Klasse belegte „Mike the Bike“ (Hailwood) auf einer alten Benelli den zweiten Platz hinter „Ago“ (Agostini) auf der Dreizylinder-MV-Agusta.
Bei der Ausgabe 1972 gewann Jarno Saarinen auf den brandneuen 4-Zylinder-Benellis „500“ und „350“, entworfen von Piero Prampolini, in beiden Klassen, vor Giacomo Agostini auf MV Agusta bzw. Renzo Pasolini auf Aermacchi.
Dies blieb aber der erste und letzte Wettbewerbs-Erfolg unter der Führung von De Tomaso. Tatsächlich wollte der italienisch-argentinische Manager nach dem Tod des englischen Fahrers Piers Courage im De Tomaso 505 F1 in Zandvoort nichts mehr vom Rennsport wissen. Benelli kehrte nur während der Zeit unter Andrea Merloni (von 1995 bis 2004) bei zwei Ausgaben der Superbike-Weltmeisterschaft (2001–2002) in den internationalen Motorsport zurück, wobei der australische Fahrer Peter Goddard die Tornado 900 Tre fuhr.

## Die Werksmaschinen von Benelli

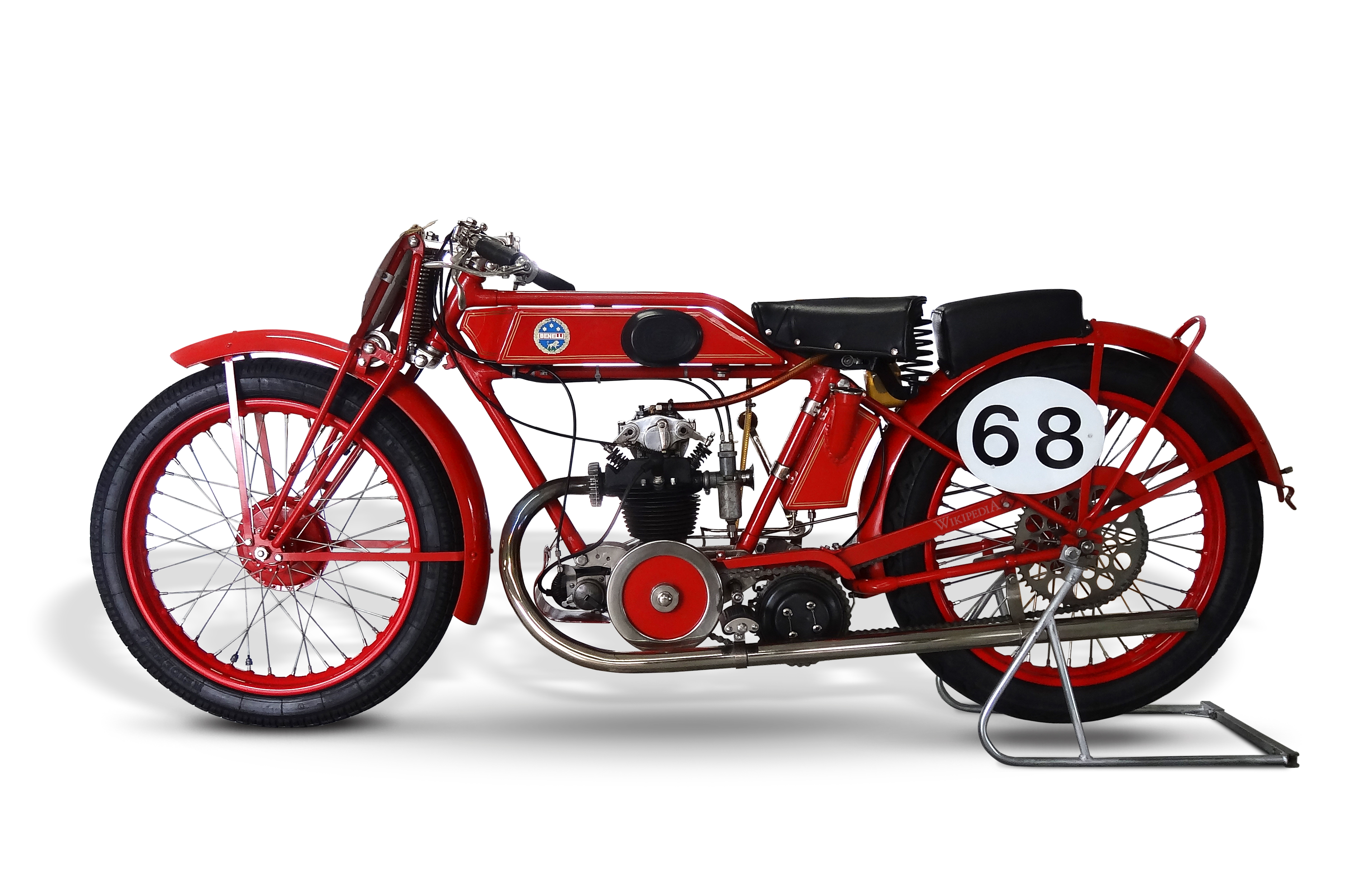
Benelli Monza 4S Monoalbero 175 cm³ (Bj. 1927) Mit dieser Maschine errang Tonino Benelli seine ersten drei Titel

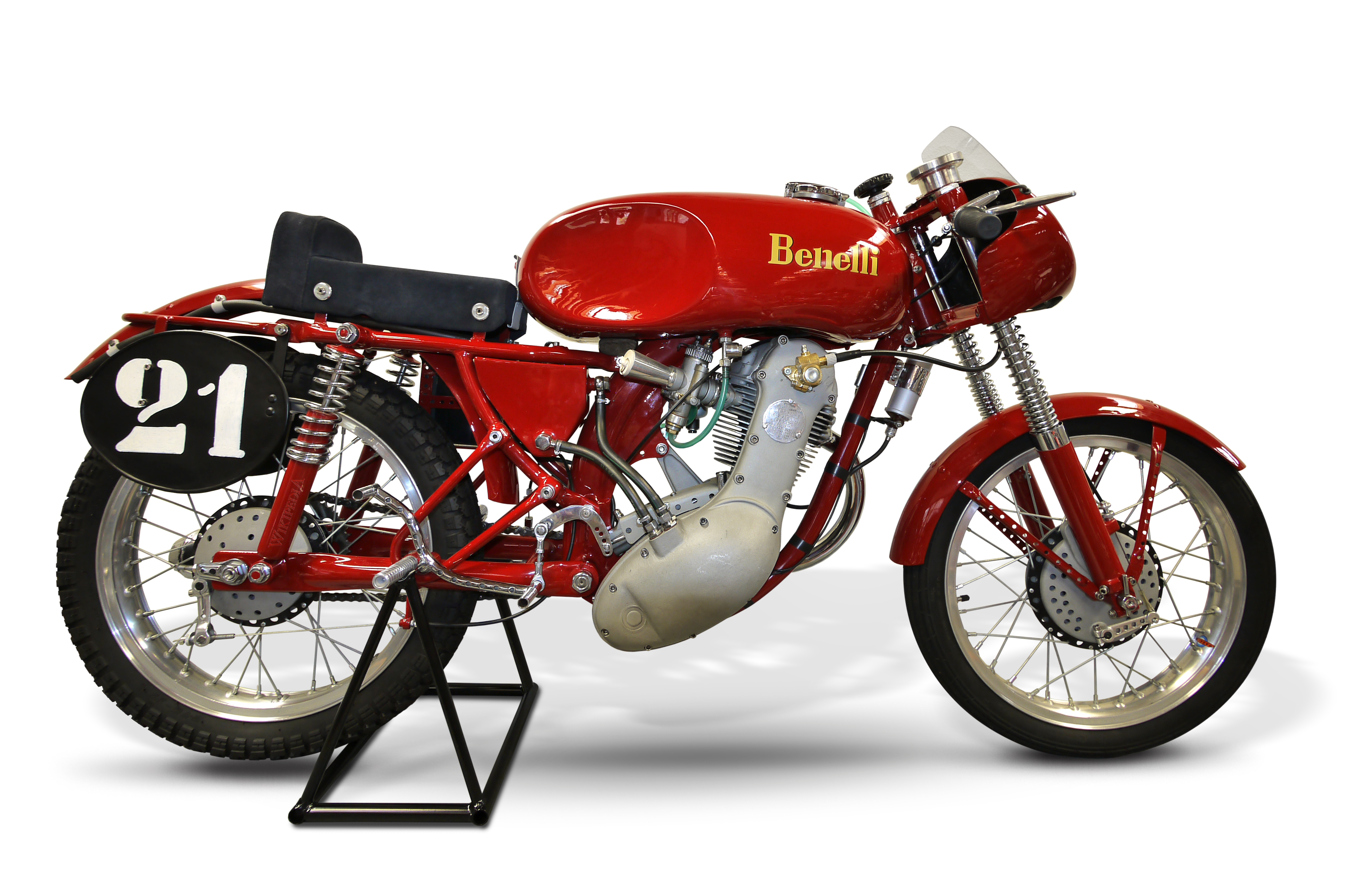
Benelli Leoncino Corsa 125 cm³ (Bj. 1955) Auf ihr errang Leopoldo Tartarini den Sieg beim ersten Motogiro d’Italia 1953 und zwei Siege beim Rennen Milano–Taranto

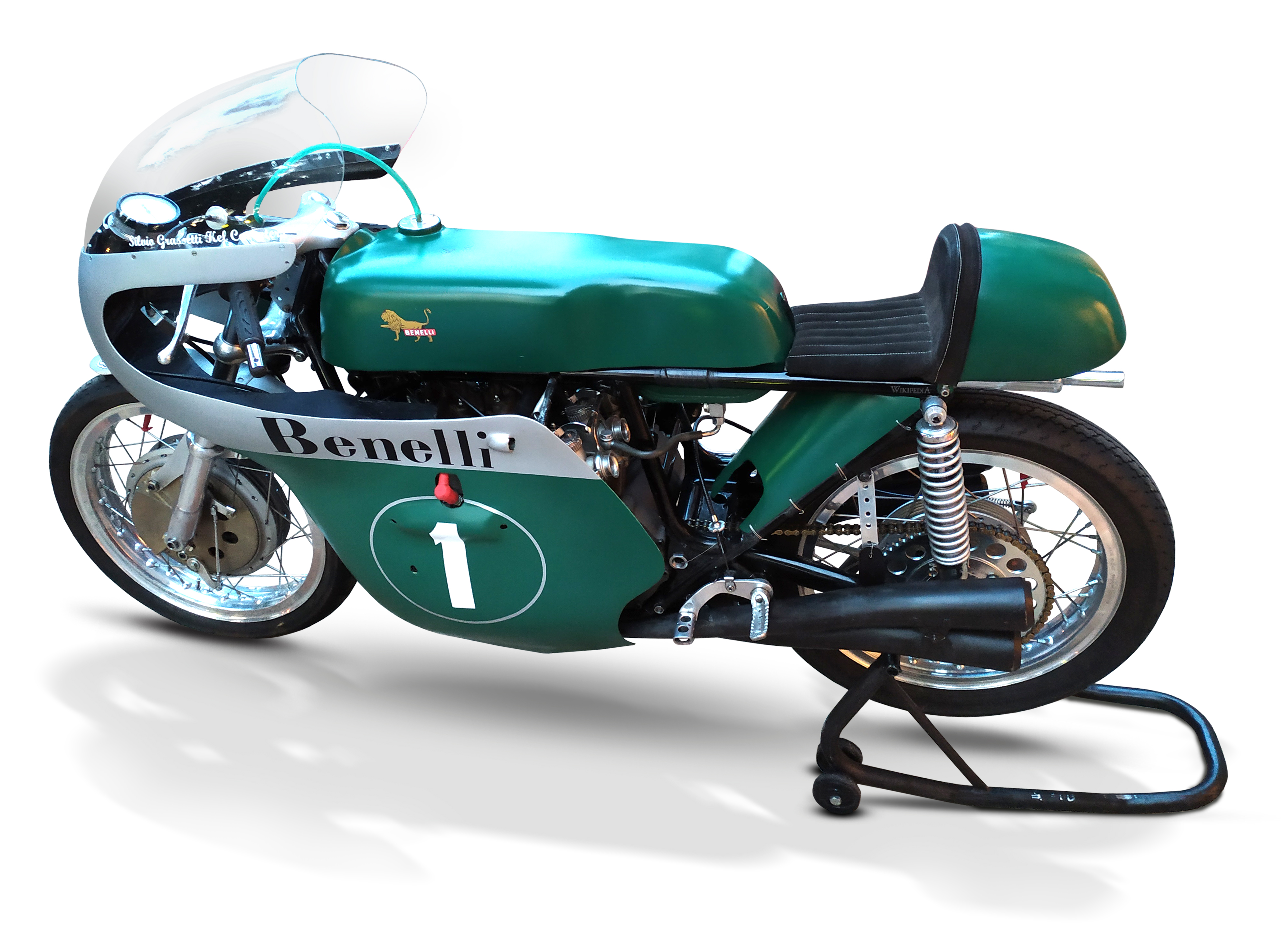
Benelli GP Vierzylinder 250 cm³ (Bj. 1966–67) die Weltmeistermaschine von Kel Carruthers

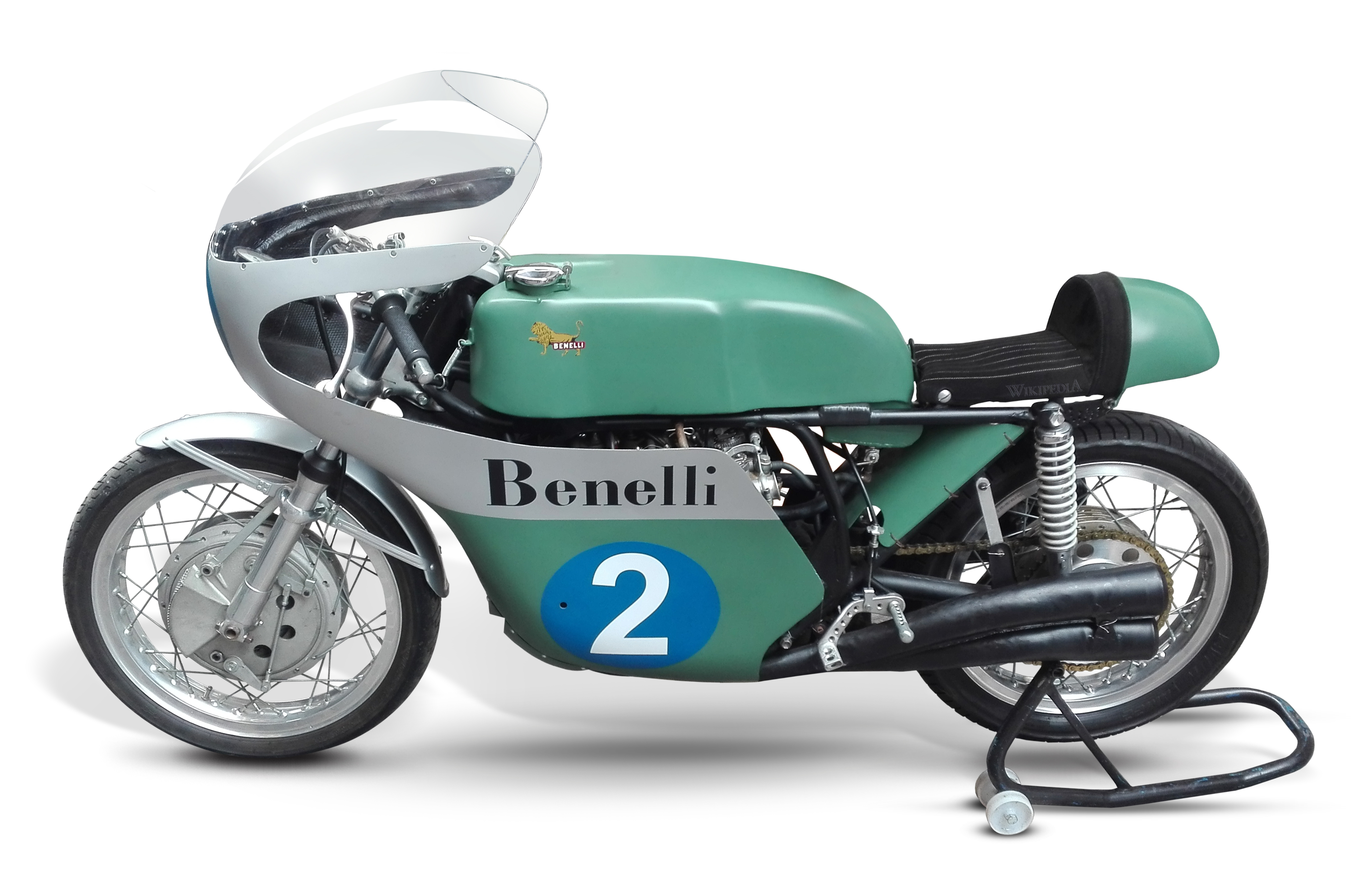
Benelli GP, Vierzylinder 350 cm³ (Bj. 1967–73) gefahren von Hailwood, Pasolini und Lazzarini

| Jahr      | Motorrad                           | Motor                                     | Wettbewerb                                                                      | Fahrer                                                             |
| --------- | ---------------------------------- | ----------------------------------------- | ------------------------------------------------------------------------------- | ------------------------------------------------------------------ |
| 1927      | Benelli 175 Super Sport monoalbero | 175 cm³ Einzylinder (SOHC)                | Grand Prix                                                                      | Tonino Benelli                                                     |
| 1931      | Benelli 175 Super Sport bialbero   | 175 cm³ Einzylinder (DOHC)                | Grand Prix                                                                      | Tonino Benelli Dorino Serafini Carlo Baschieri                     |
| 1935      | Benelli 250 Bialbero Sport         | 250 cm³ Einzylinder (DOHC)                | Grand Prix                                                                      | Raffaele Alberti Giordano Aldrighetti                              |
| 1939      | Benelli 250 Bialbero Compressore   | 250 cm³ Einzylinder (DOHC) m. Kompressor  | Prototyp. Nie an offiziellen Wettbewerben teilgenommen                          | Salvatore Baronciani (Testfahrer)                                  |
| 1942      | Benelli 250 4C Compressore         | 250 cm³ Vierzylinder (DOHC) m. Kompressor | Grand Prix. Nicht eingesetzt. Nach dem Krieg nicht Regelkonform (wg. Aufladung) | Salvatore Baronciani (Testfahrer)                                  |
| 1948      | Benelli 250 GP                     | 250 cm³ Einzylinder (DOHC)                | Motorrad-Weltmeisterschaft                                                      | Dario Ambrosini                                                    |
| 1958      | Benelli 250 GP                     | 250 cm³ Einzylinder (DOHC)                | Motorrad-Weltmeisterschaft                                                      | Silvio Grassetti Bruno Spaggiari Mike Hailwood Geoff Duke Dik Dale |
| 1965      | 60 cc Monocilindrica bialbero      | 60 cm³ Einzylinder (DOHC)                 | Nationale Kadettenmeisterschaft                                                 |                                                                    |
| 1962      | Benelli 250 4C                     | 250 cm³ Vierzylinder                      | Motorrad-Weltmeisterschaft                                                      | Silvio Grassetti Tarquinio Provini                                 |
| 1966–1967 | Benelli 250 4C                     | 250 cm³ Vierzylinder                      | Motorrad-Weltmeisterschaft                                                      | Kelvin Carruthers Renzo Pasolini Gilberto Parlotti                 |
| 1967–1968 | Benelli 350 4C                     | 350 cm³ Vierzylinder                      | Motorrad-Weltmeisterschaft                                                      | Mike Hailwood Renzo Pasolini Silvio Grassetti Eugenio Lazzarini    |
| 1968      | Benelli 500 4C                     | 500 cm³ Vierzylinder                      | Motorrad-Weltmeisterschaft                                                      | Mike Hailwood                                                      |
| 1970      | Benelli 350 4C                     | 350 cm³ Vierzylinder                      | Motorrad-Weltmeisterschaft                                                      | Jarno Saarinen Roberto Gallina Walter Villa                        |
| 1970      | Benelli 500 4C                     | 500 cm³ Vierzylinder                      | Motorrad-Weltmeisterschaft                                                      | Jarno Saarinen Roberto Gallina Walter Villa                        |
| 2001–2002 | Tornado Tre 900 WSBK               | 900 cm³ Dreizylinder                      | Superbike-Weltmeisterschaft                                                     | Peter Goddard                                                      |

## Resultate/Erfolge (Übersicht)

### Motorrad-Europameisterschaft
Die Motorrad-Europameisterschaft ist die europäische Meisterschaft für Straßenmotorräder. Sie wurde von 1924 bis 1939 sowie 1947 und 1948 ausgetragen. Im Jahr 1981 wurde sie wiederbelebt und findet seitdem ununterbrochen statt.
| Jahr | Fahrer          | Motorrad                           |
| ---- | --------------- | ---------------------------------- |
| 1932 | Carlo Baschieri | Benelli 175 cm³ Einzylinder (DOHC) |
| 1934 | Yvan Goor       | Benelli 175 cm³ Einzylinder (DOHC) |

### Motorrad-Weltmeisterschaft
Die Motorrad-Weltmeisterschaft ist ursprünglich die vom Weltverband FIM im Jahr 1949 erstmals ausgeschriebene Weltmeisterschaft für Straßenmotorräder.
| Jahr | Fahrer          | Motorrad                            | Anmerkungen                                             |
| ---- | --------------- | ----------------------------------- | ------------------------------------------------------- |
| 1950 | Dario Ambrosini | Benelli 250 cm³ Einzylinder (DOHC)  | gleichzeitig wurde auch der Konstrukteurstitel errungen |
| 1969 | Kel Carruthers  | Benelli 250 cm³ Vierzylinder (DOHC) | gleichzeitig wurde auch der Konstrukteurstitel errungen |

### Isle of Man TT
Die Isle of Man TT (meist kurz TT für englisch Tourist Trophy) ist ein Motorradrennen auf der Isle of Man, das seit 1907 veranstaltet wird. Die Renndistanz beträgt drei bis sechs Runden à 60,725 km. Gefahren wird mit mehr oder weniger stark modifizierten Supersportmotorrädern aus der Serienproduktion.
| Jahr | Fahrer          | Klasse             | Motorrad                            | Anmerkungen                                       |
| ---- | --------------- | ------------------ | ----------------------------------- | ------------------------------------------------- |
| 1939 | Ted Mellors     | Lightwight 250 cm³ | Benelli 250 cm³ Einzylinder (DOHC)  | Rennen im Rahmen der Motorrad-Europameisterschaft |
| 1950 | Dario Ambrosini | Lightwight 250 cm³ | Benelli 250 cm³ Einzylinder (DOHC)  | Rennen im Rahmen der Motorrad-Weltmeisterschaft   |
| 1969 | Kel Carruthers  | Lightwight 250 cm³ | Benelli 250 cm³ Vierzylinder (DOHC) | Rennen im Rahmen der Motorrad-Weltmeisterschaft   |

### Italienische Motorrad-Straßenmeisterschaft
Die Italienische Motorrad-Straßenmeisterschaft (ital.: Campionato Italiano Velocità) ist die nationale italienische Meisterschaft für Motorräder. Sie wurde 1911 erstmals ausgetragen und findet seit 1946 ununterbrochen statt.
| Jahr | Fahrer            | Klasse  | Motorrad                            |
| ---- | ----------------- | ------- | ----------------------------------- |
| 1927 | Tonino Benelli    | 175 cm³ | Benelli 175 cm³ Einzylinder (SOHC)  |
| 1928 | Tonino Benelli    | 175 cm³ | Benelli 175 cm³ Einzylinder (SOHC)  |
| 1930 | Tonino Benelli    | 175 cm³ | Benelli 175 cm³ Einzylinder (SOHC)  |
| 1931 | Tonino Benelli    | 175 cm³ | Benelli 175 cm³ Einzylinder (DOHC)  |
| 1932 | Carlo Baschieri   | 175 cm³ | Benelli 175 cm³ Einzylinder (DOHC)  |
| 1934 | Amilcare Rossetti | 175 cm³ | Benelli 175 cm³ Einzylinder (DOHC)  |
| 1936 | Celeste Cavaciuti | 250 cm³ | Benelli 250 cm³ Einzylinder (DOHC)  |
| 1939 | Amilcare Rossetti | 250 cm³ | Benelli 250 cm³ Einzylinder (DOHC)  |
| 1950 | Dario Ambrosini   | 250 cm³ | Benelli 250 cm³ Einzylinder (DOHC)  |
| 1965 | Tarquinio Provini | 250 cm³ | Benelli 250 cm³ Vierzylinder (DOHC) |
| 1966 | Tarquinio Provini | 250 cm³ | Benelli 250 cm³ Vierzylinder (DOHC) |
| 1967 | Silvio Grassetti  | 350 cm³ | Benelli 250 cm³ Vierzylinder (DOHC) |
| 1968 | Renzo Pasolini    | 250 cm³ | Benelli 250 cm³ Vierzylinder (DOHC) |
| 1968 | Renzo Pasolini    | 350 cm³ | Benelli 350 cm³ Vierzylinder (DOHC) |
| 1969 | Renzo Pasolini    | 250 cm³ | Benelli 250 cm³ Vierzylinder (DOHC) |
| 1969 | Renzo Pasolini    | 350 cm³ | Benelli 350 cm³ Vierzylinder (DOHC) |

### Milano–Taranto
Das Milano–Taranto ist ein Langstrecken-Straßenmotorradrennen, das von 1937 bis 1940 und von 1950 bis 1956 wettkampfmäßig ausgetragen wurde.
| Jahr | Klasse    | Fahrer             | Motorrad                          |
| ---- | --------- | ------------------ | --------------------------------- |
| 1953 | 125       | Leopoldo Tartarini | Benelli Leoncino 125 cm³ Zweitakt |
| 1954 | 125 sport | M.Preta            | Benelli Leoncino 125 cm³ Zweitakt |

### Motogiro d’Italia
Der Motogiro d’Italia (offiziell von 1914 bis 1931 Giro Motociclistico d’Italia und von 1953 bis 1957 Giro d’Italia Motociclistico) war ein Motorradrennen, das zwischen 1914 und 1957 insgesamt zehnmal in Italien ausgetragen wurde.
| Jahr | Kategorie                   | Distanz                         | Sieger                                           | Durchschnitts- geschwindigkeit | Klasse  | Motorrad                          |
| ---- | --------------------------- | ------------------------------- | ------------------------------------------------ | ------------------------------ | ------- | --------------------------------- |
| 1953 | Einzelkategorie             | 8 Etappen mit insgesamt 3414 km | Leopoldo Tartarini (Gesamt- und Kategoriesieger) | 96,342 km/h                    | 125 cm³ | Benelli Leoncino 125 cm³ Zweitakt |
| 1954 | Einzelkategorie             | 6 Etappen mit insgesamt 3040 km | Leopoldo Tartarini                               | 93,450 km/h                    | 125 cm³ | Benelli Leoncino 125 cm³ Zweitakt |
| 1955 | Einzelkategorie             | 8 Etappen mit insgesamt 3438 km | Paolo Campanelli                                 | 95,568 km/h                    | 125 cm³ | Benelli Leoncino 125 cm³ Zweitakt |
| 1957 | „Formula 2“ und „Formula 3“ | 9 Etappen mit insgesamt 2060 km | Ferrari (Kategoriesieger „Formula 3“)            | 91,549 km/h                    | 125 cm³ | Benelli Leoncino 125 cm³ Zweitakt |